# フランシス・ロドウィック
フランシス・ロドウィック（Francis LodwickまたはLodowick、1619年 - 1694年）は、(17世紀には哲学的言語と呼ばれた)アプリオリ言語の創始者である。彼はロンドンに住むオランダ生まれの商人だった。彼の名前は、「ロンドン市についてとロンドン在住商人名集」(A Collection of the Names of the Merchants living in and about the City of London, 1677年)に、「ファン教会通り」という住所とともに現れる。彼はいかなる高等教育も受けず、六十歳で王立協会の会員として認められた。
ロドウィックはダニエル・デフォーと知り合いだったかもしれない。1694年のニューヨーク市長であるフランシスの甥チャールズ(1658-1724)は、立会人としてデフォーの結婚式に署名し、そしてフランシスは、1683年ロスコモン卿に設立された集団「ロスコモン学会」にデフォーを紹介したのかもしれない。
主な作品として、人工の表意文字を用いた「共通の文字」(A Common Writing)と音韻論に基づく整然とした字形秩序を持つ「普遍アルファベット」(Universal Alphabet)がある。

## 作品
- 1647年 A Common Writing: / Whereby two, although not under- / standing one the others Language, yet by / the helpe thereof, may communicate / their minds one to another. / Composed by a Well-willer to Learning. / Printed for the Author, / MDCXLVII.
- 1652年 The / Ground-Work, / Or / Foundation Laid, / (or so intended) / For the Framing of a New Perfect / Language: / And an Vniversall or / Common Writing. / And presented to the consideration of / the Learned, / By a Well-willer to Learning. / Printed, Anno MDCLII.
- ca. 1675, A Country Not Named
- 1686年 An Essay / Towards An / Universal Alphabet

## 参照
- ジョン・ウィルキンス
- ジョージ・ダルガーノ
- ケイヴ・ベック
- ロドウィックの「普遍アルファベット」(Universal Alphabet)はテングワールと比較されていた。